# لوئیجی روسولو
لوئیجی کارلو فیلیپو روسولو، لوئیجی روسولو (به ایتالیایی: Luigi Russolo; ۳۰ آوریل ۱۸۸۳ – ۴ فوریهٔ ۱۹۴۷) نقاش، موسیقی‌دان و سازندهٔ سازهای ابداعی اهل ایتالیا، و مؤلف مانیفست فوتوریست معروف هنر نویزها (۱۹۱۳) (به انگلیسی: The Art of Noise) بود. از او عموماً، به دلیل اجراهای موسیقی نویز که در زمانی میان سال‌های ۱۹۱۳–۱۳۱۴، همچنین پس از جنگ جهانی اول، به صورت خاص در سال ۱۹۲۱ انجام داد، به عنوان اولین آهنگساز موسیقی تجربی و موسیقی نویز یاد می‌گردد. او تعدادی دستگاه تولید نویز که اینتوناروموری نام داشت را طراحی و تولید کرد.